# Glossanodon mildredae
Glossanodon mildredae är en fiskart som beskrevs av Cohen och Atsaides, 1969. Glossanodon mildredae ingår i släktet Glossanodon och familjen guldlaxfiskar. Inga underarter finns listade i Catalogue of Life.